# Лорд Дракон
«Лорд Дракон» (англ. назва The Young Master) — гонконгський фільм з Джекі Чаном в головній ролі. Фільм вийшов на екрани у 1982 році. Стрічка була задумана як продовження фільму «Молодий майстер».

## Сюжет
Лунгшан — сонне провінційне містечко на півдні Китаю, де живуть двоє друзів на прізвиська Дракон і Ковбой. Дракон — молодий хлопець, студент, який лінується вчитися, але мріє стати майстром єдиноборств. Він і Ковбой вирішують привернути увагу дівчини Цзя Лі, Дракон вдає, ніби поступився другові. Ковбой залучає двох товаришів, щоб вони вдали з себе хуліганів, а Ковбой «врятував» від них дівчину. Проте Дракон руйнує їхній план і сам постає рятівником. Однак, про цю витівку дізнається його батько, розгніваний тим, що син не вчиться. Тим часом банда контрабандистів планує вивезти за кордон цінний антикваріат. Один з бандитів на прізвисько Тигр протестує, бо вважає таке заняття ганебним. Тоді ватажок контрабандистів наказує його вбити.
Батько влаштовує Дракону іспит, на якому Дракон винахідливо ховає підказки. Потім Дракон і Ковбой миряться. Ковбой вчить друга стріляти з рушниці та випадково прострілює дах. Пізніше вони полюють на фазанів і стикаються з бандитами, які переслідували Тигра.
Через тиждень Дракон намагається відправити до Цзя Лі любовного листа за допомогою повітряного змія. Вітер заносить листа в бік села, де живе стара з таким самим ім'ям, як в дівчини. Злякавшись, що йому доведеться одружитися зі старою, Дракон вирушає в село та зустрічає контрабандистів. Батько Ковбоя, Ван, працює на них, тому просить відпустити хлопця.
Наступного дня, коли Цзя Лі ворожить у храмі на те, чи буде Дракон хорошим чоловіком, там стається бійка між Тигром і ватажком банди. Дракон заступається за Тигра та проганяє бандитів. Потім Ковбой переховує пораненого Тигра в коморі свого будинку. Тигр встиг вкрасти декілька реліквій, без яких контрабандисти не зможуть відправити товар за кордон. Бандити знаходять Тигра і зчиняється бійка. Ватажок бандитів показує, що зв'язав Вана та намірюється скинути його з висоти. Дракон рятує батька свого друга, а потім вступає у двобій проти ватажка контрабандистів і скидає його з даху.
Ван заарештовує контрабандистів, а Дракон і Ковбой вирушають на змагання з футболу, де приносять своїй команді перемогу.

## В ролях
- Джекі Чан — Лун/Дракон
- Марс[en] — Сін/Ковбой
- Хванг Ін-Шік — Великий Бос
- Тін Фенг — батько Дракона
- Пауль Чанг — дядько Ван, батько Сіна
- Ваі-Мен Чан — Тигр